# St.-Pauls-Kathedrale (Lüttich)

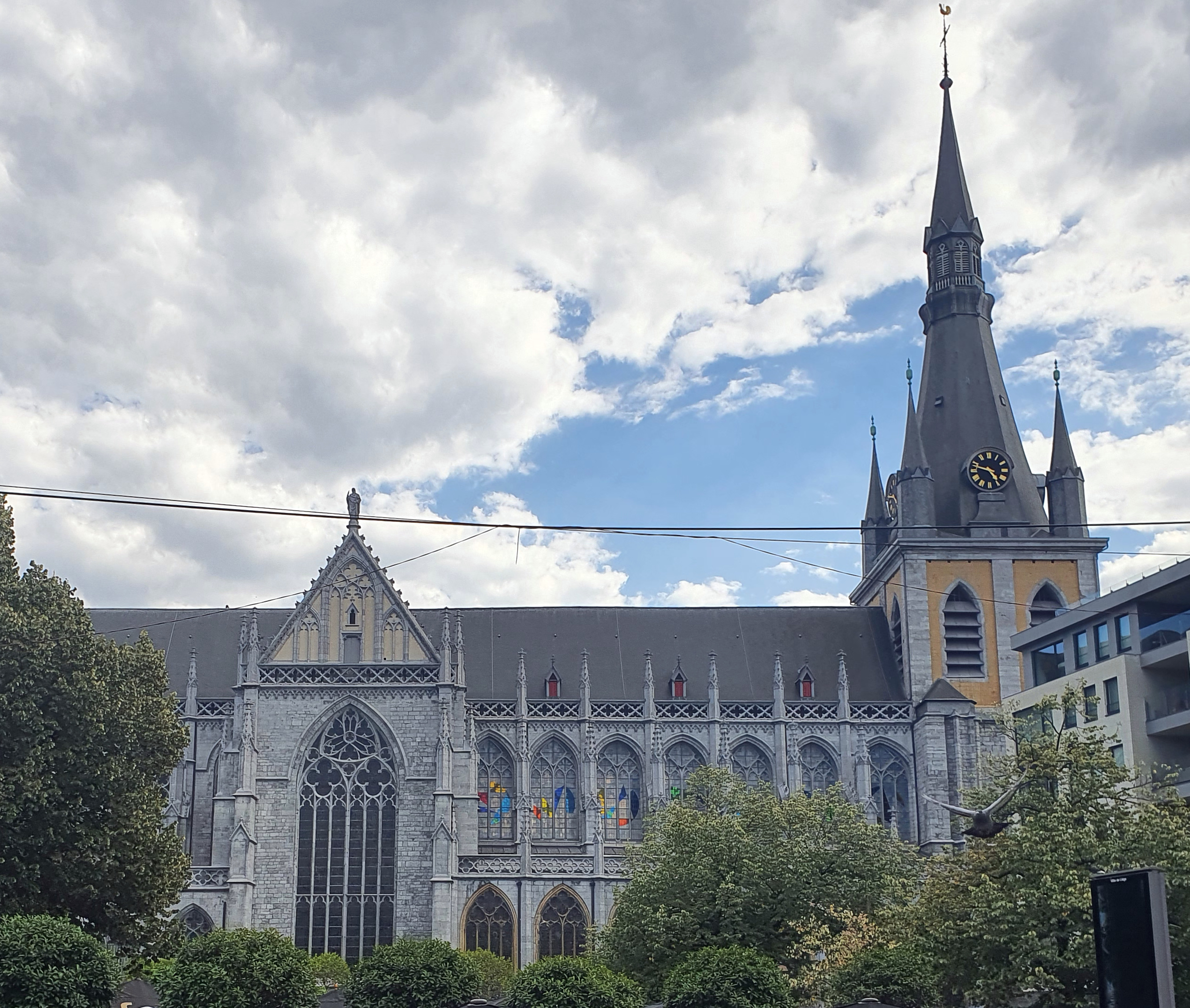
Kathedrale St. Paul

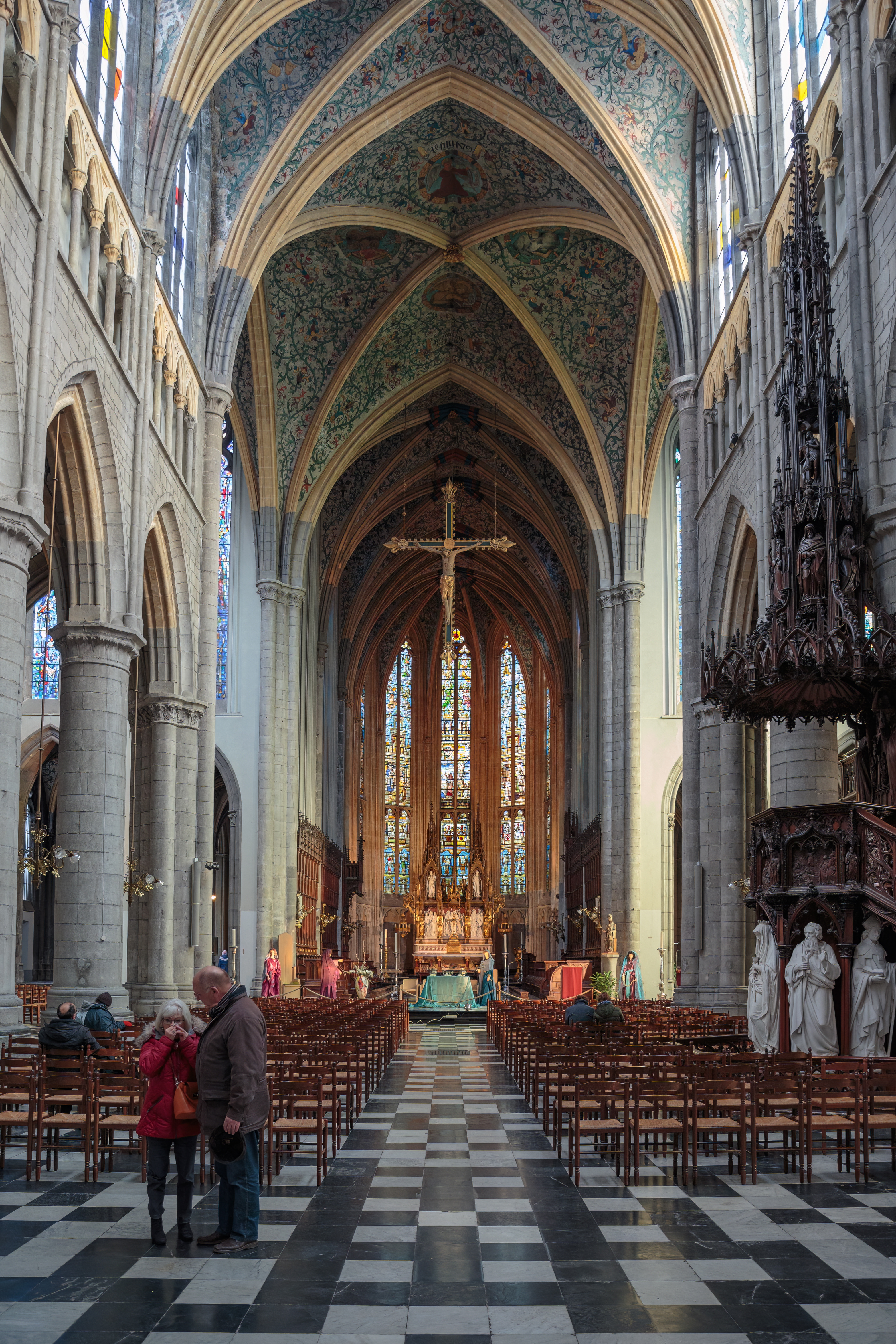
Innenansicht in Richtung Osten

Die St.-Pauls-Kathedrale, vollständiger Name Cathédrale de la Conversion de Saint-Paul et de l’Assomption de Marie (Kathedrale der Bekehrung des Paulus und der Aufnahme Marias in den Himmel), im belgischen Lüttich ist die Bischofskirche des römisch-katholischen Bistums Lüttich. Die gotische Basilika wurde vom 13. bis 15. Jahrhundert als Kollegiatstiftskirche erbaut und 1804 in Nachfolge der zerstörten St.-Lamberts-Kathedrale zur Domkirche erhoben.

## Geschichte und Architektur
Bischof Ebrachar gründete das Paulsstift im Jahr 966 auf einer – damaligen – Insel zwischen zwei Maasarmen. Über das Aussehen der vorromanischen Stiftskirche gibt es nur Vermutungen.
Baubeginn der heutigen Kirche war 1240. In der ersten Phase wurden der Chor (mit flachem Abschluss), das Querhaus und die beiden Joche des östlichen Langhauses errichtet. Die Kirchweihe erfolgte am 11. April 1289.
Die zweite, hochgotische Bauphase begann nach 1333 und umfasste die vier westlichen Joche des Langhauses, das Seitenportal, die Kapellen der Seitenschiffe, die polygonale Apsis und schließlich den Turm (ab 1390).
Ab 1445 entstand der bis heute erhaltene Kreuzgang an der Südseite der Kirche, zu Beginn des 16. Jahrhunderts das Westportal neben dem Turm.
Nach der Erhebung zur Kathedrale 1804 wurde der Turm um ein Glockengeschoss und den Spitzhelm erhöht; Vorbild waren die Westtürme der zerstörten Lambertskathedrale. 1850–75 fand eine große Restaurierung im Geist der Neugotik statt. Der Chor erhielt zwei zusätzliche Seitenschiffe, und der gesamte Außenbau wurde mit Statuen und Zierelementen ausgestattet.

## Inneres und Ausstattung

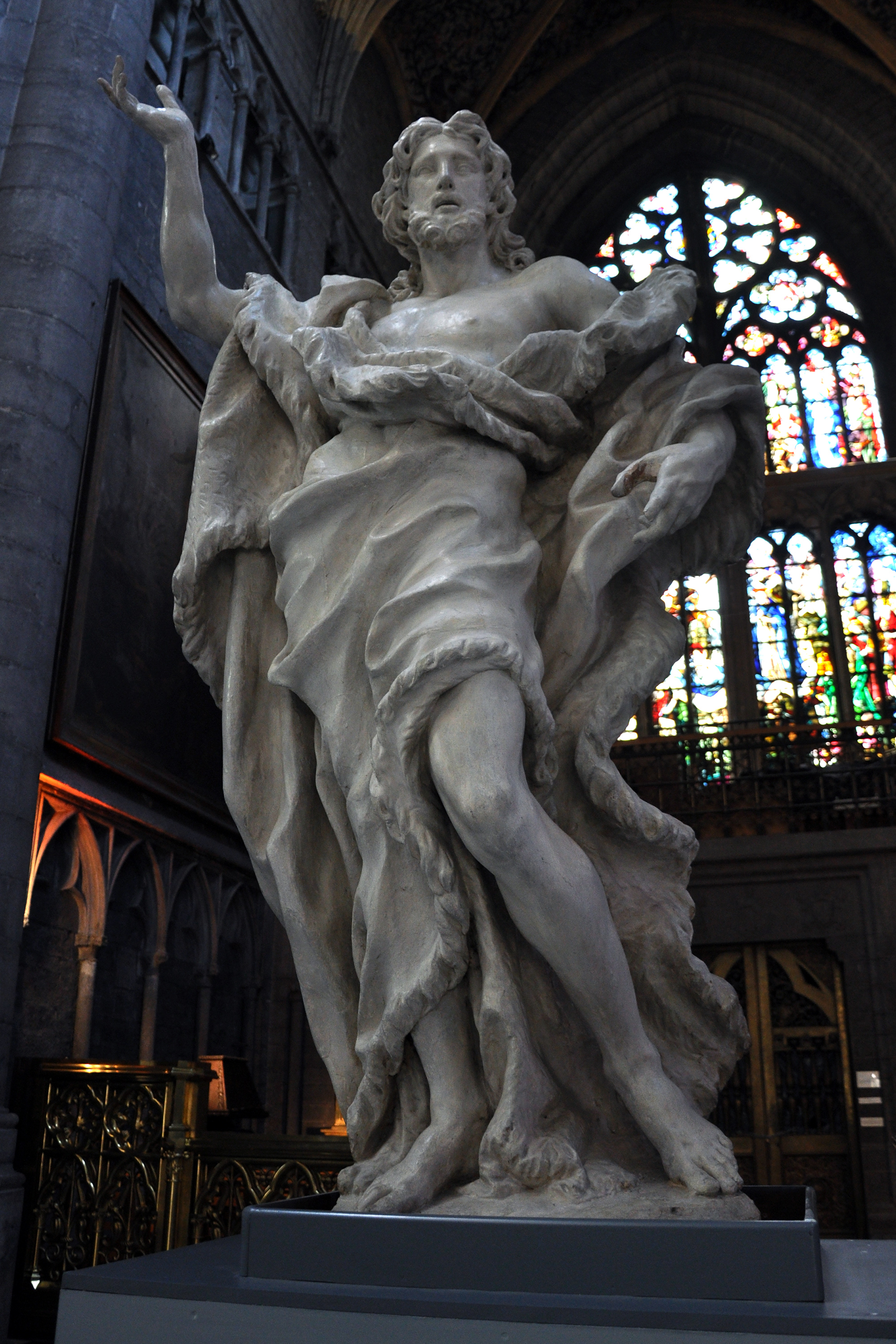
Johannes der Täufer von Jean Del Cour
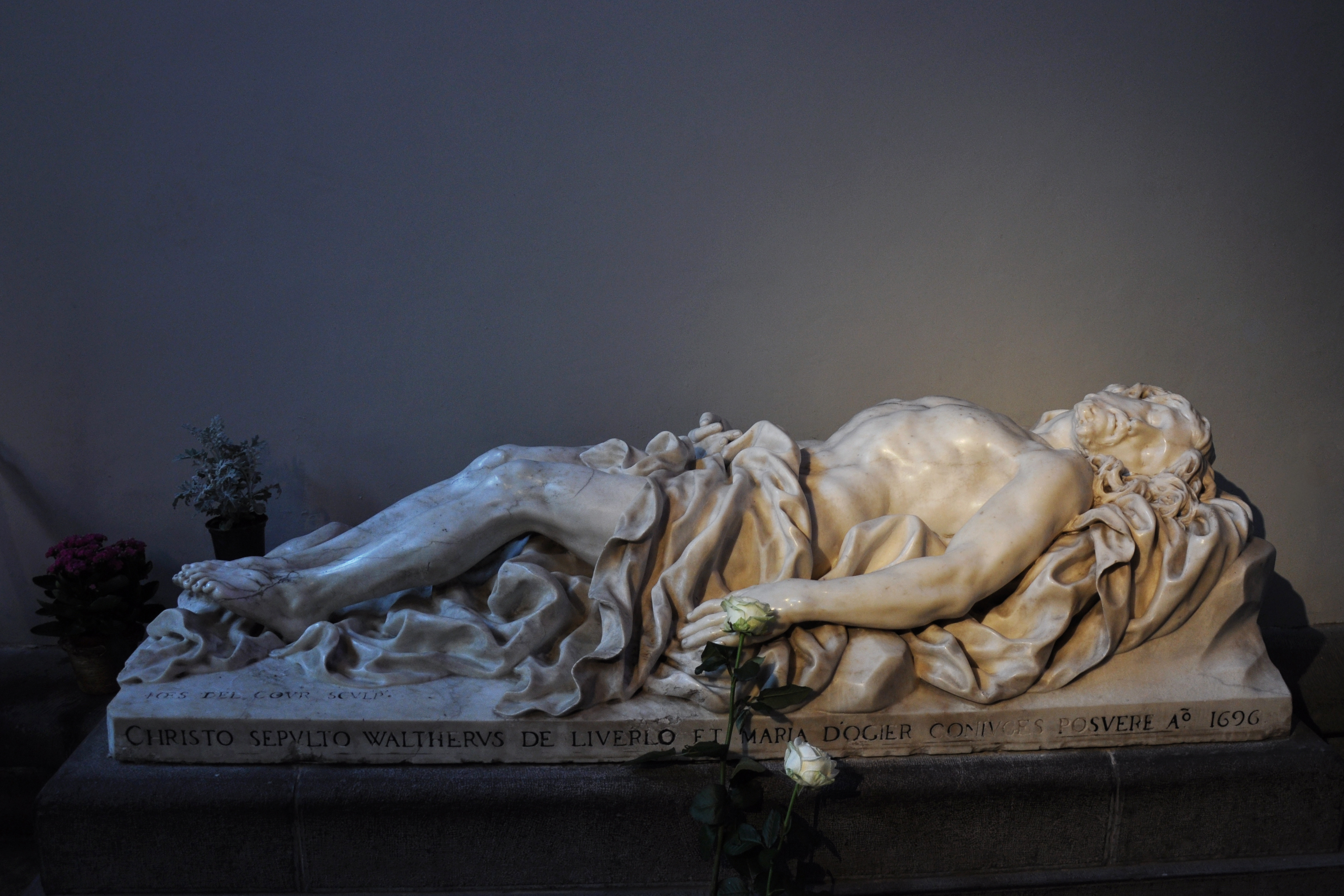
Le Christ gisant von Jean Del Cour
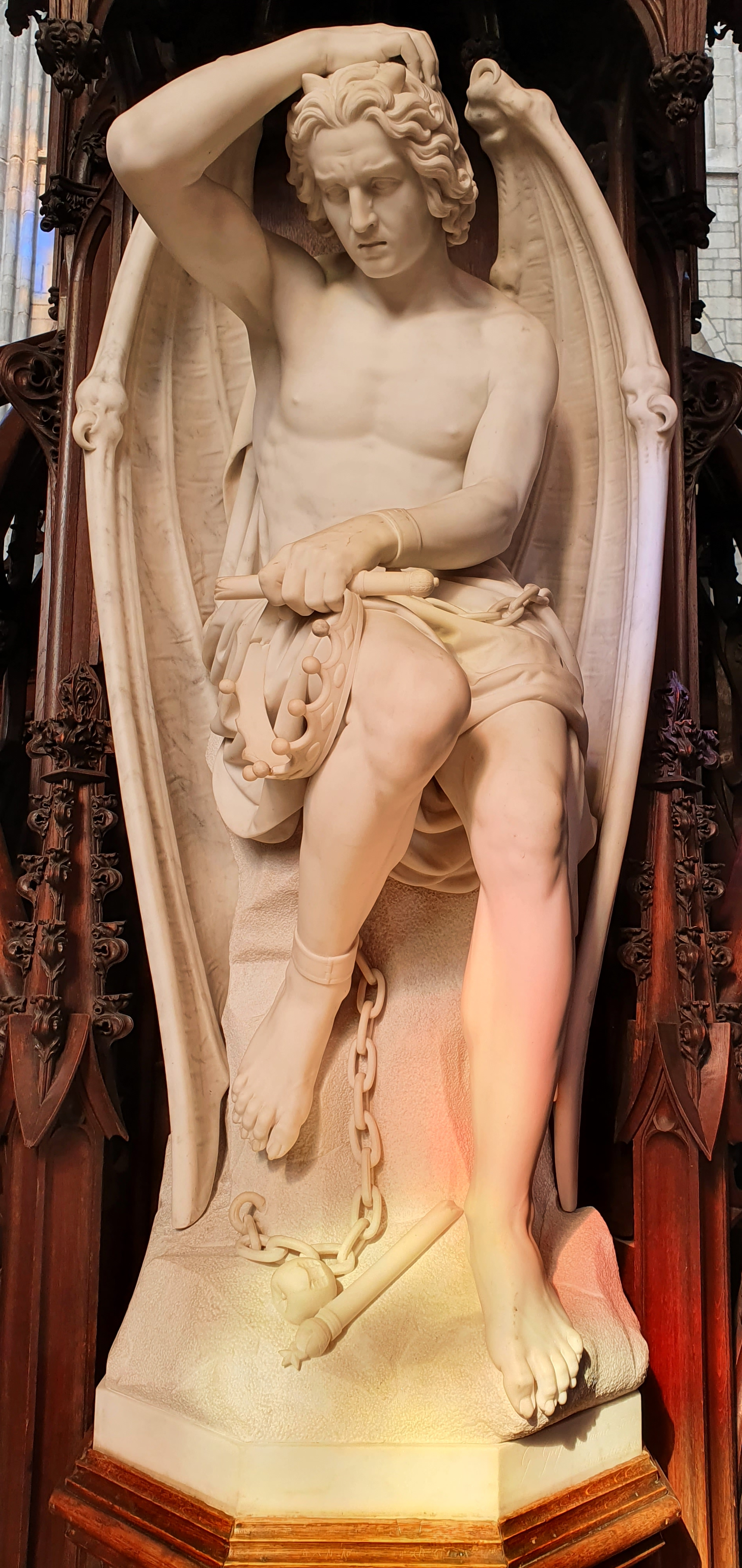
Le Génie du Mal von Guillaume Geefs
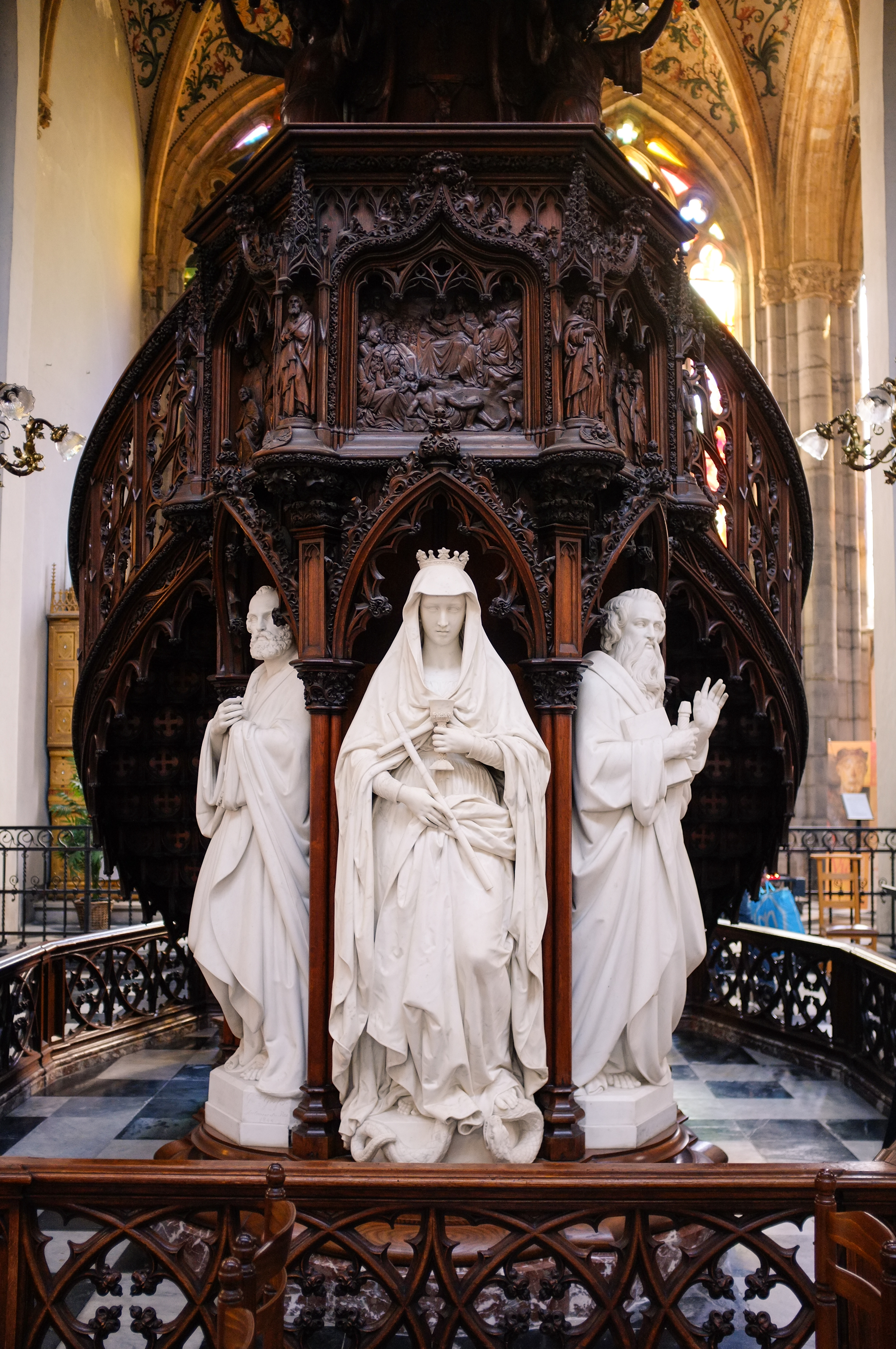
v. l. n. r.: Petrus, Allegorie auf die Kirche, Paulus, Kanzel-Figuren von Guillaume Geefs
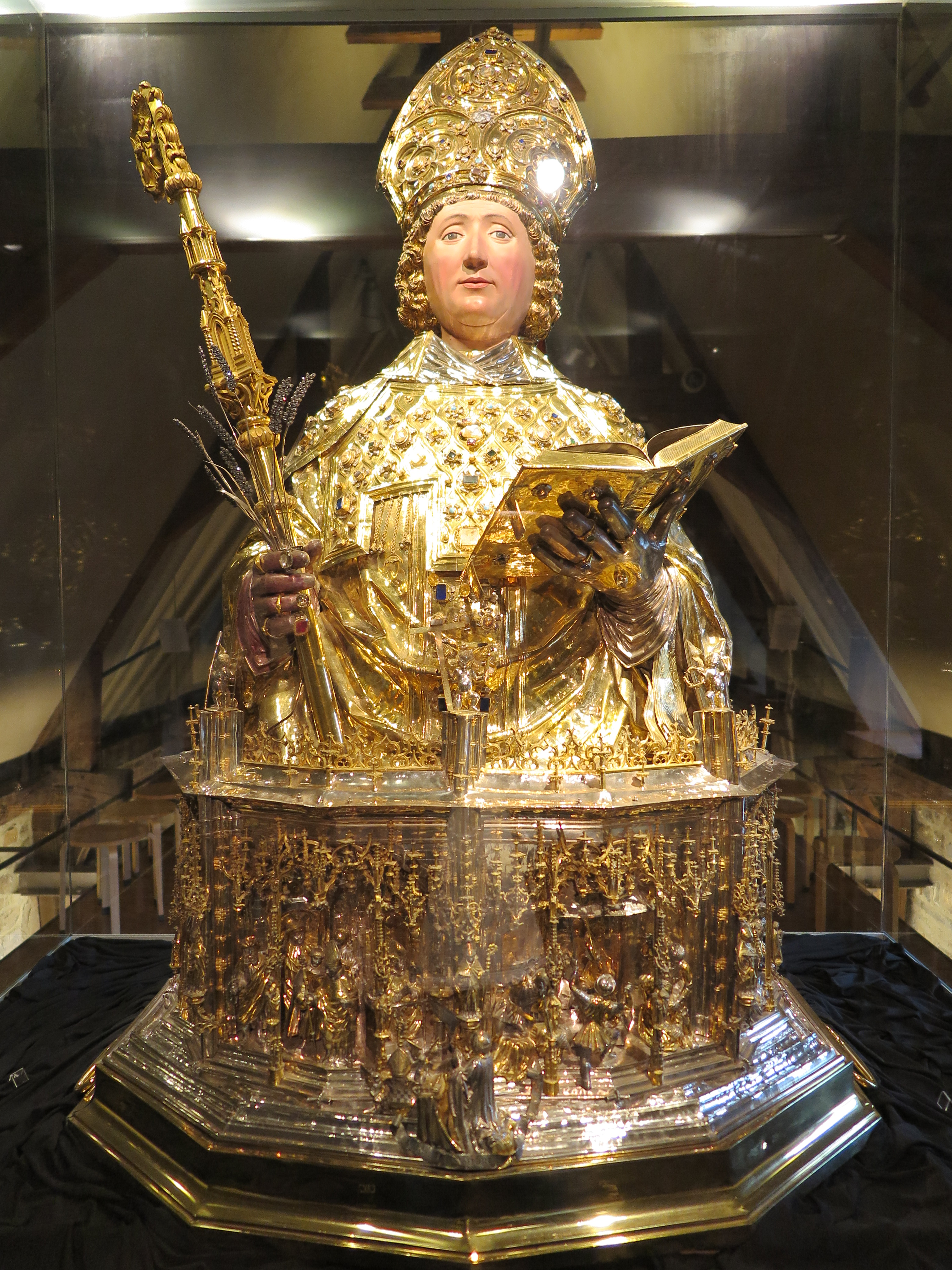
St.-Lambert-Reliquiar (1512)
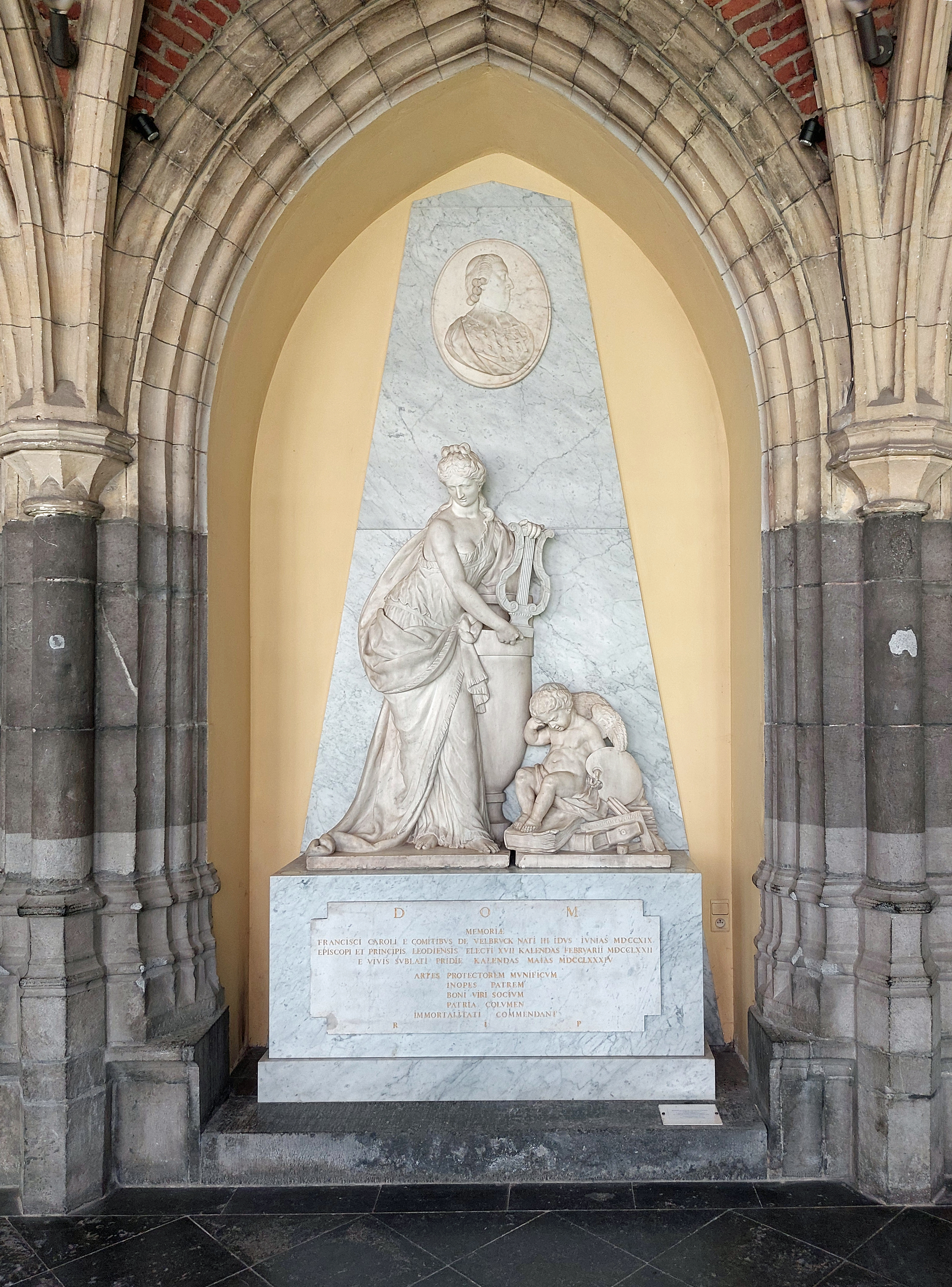
Franz Karl von Velbrück Mausoleum im Kreuzgang, von François Joseph Dewandre
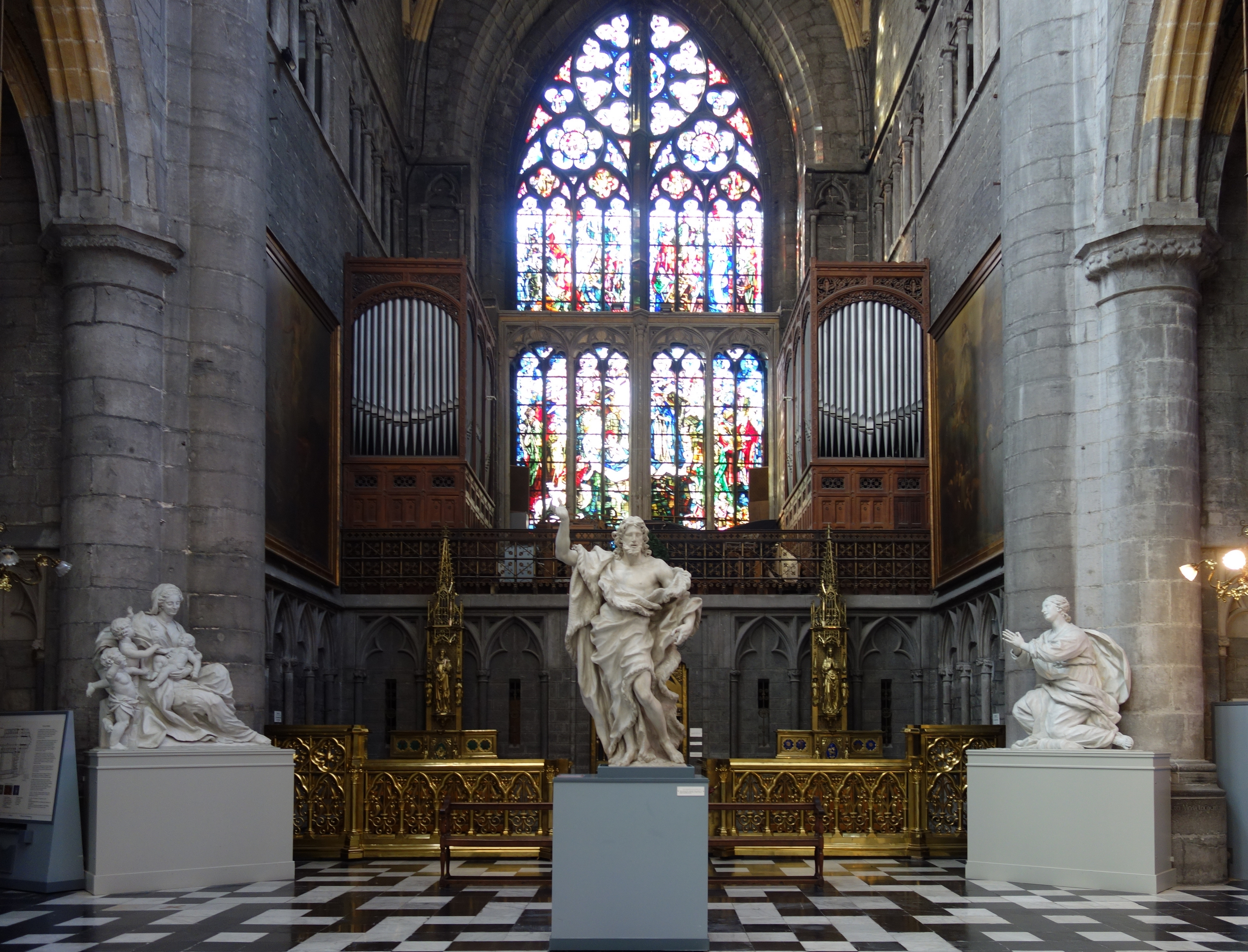
Rechtes Querschiff mit Orgel
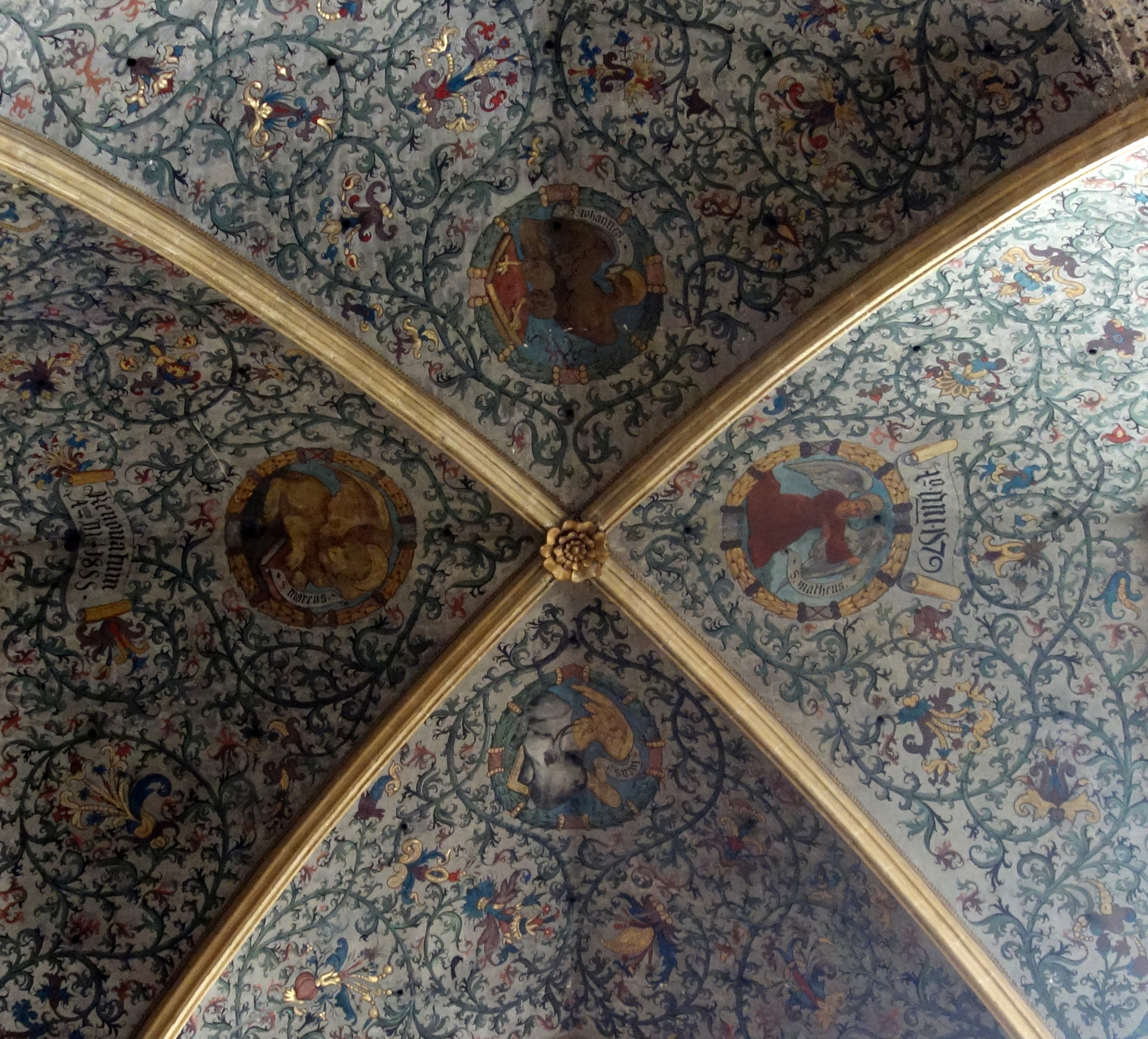
Deckenausmalung im Kreuzgewölbe
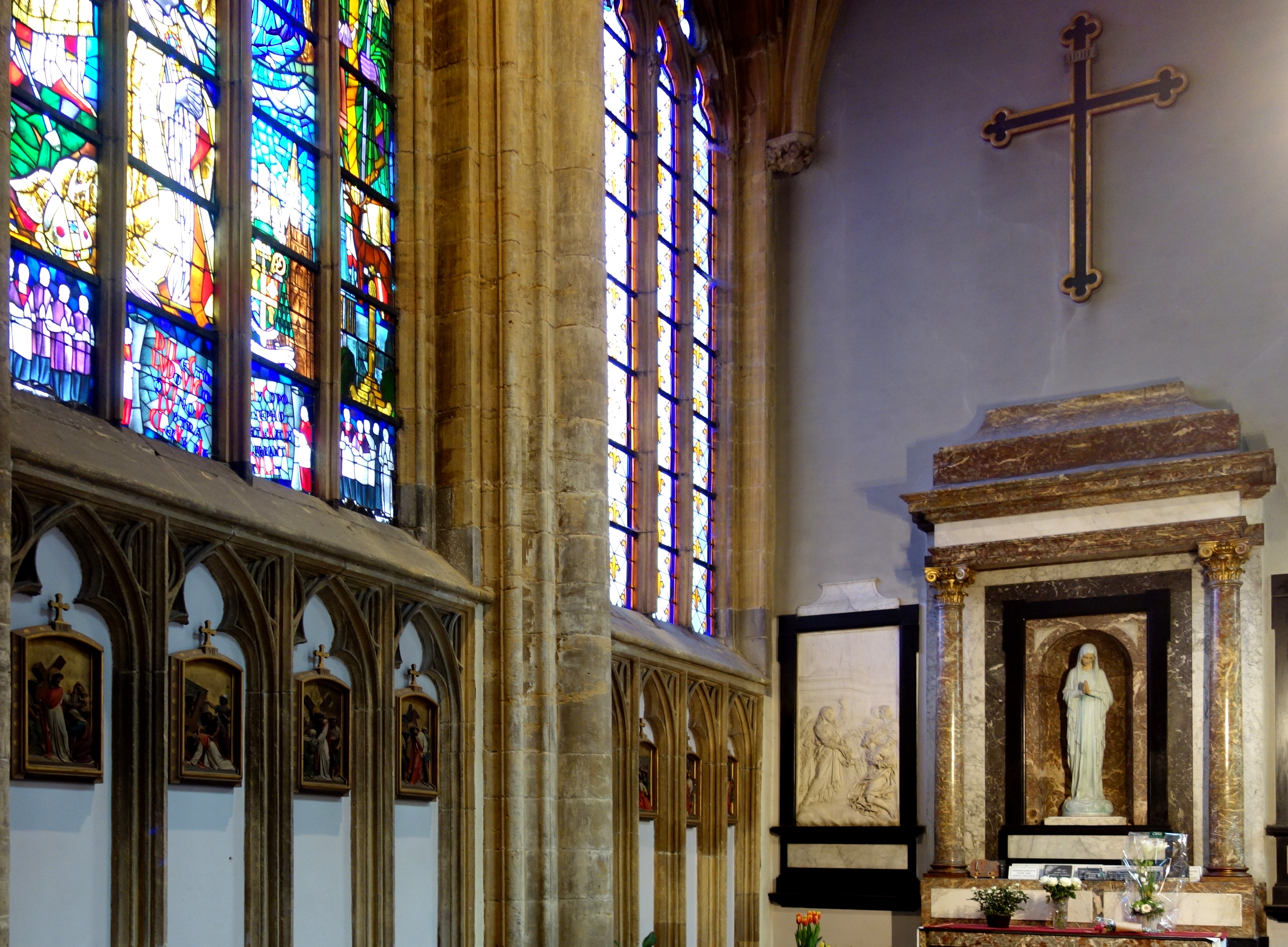
Seitenaltar mit Kreuzwegstationen
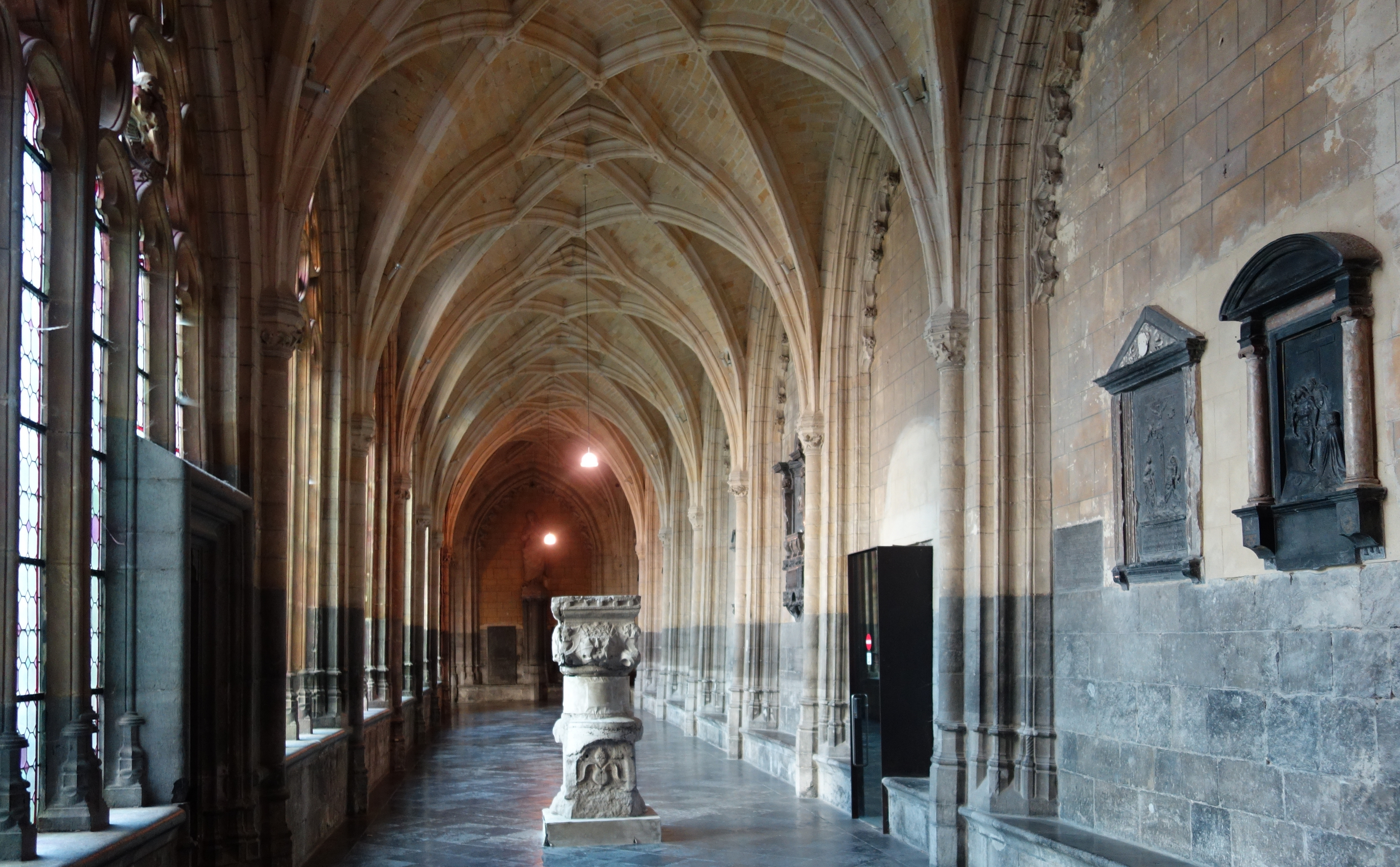
Kreuzgang
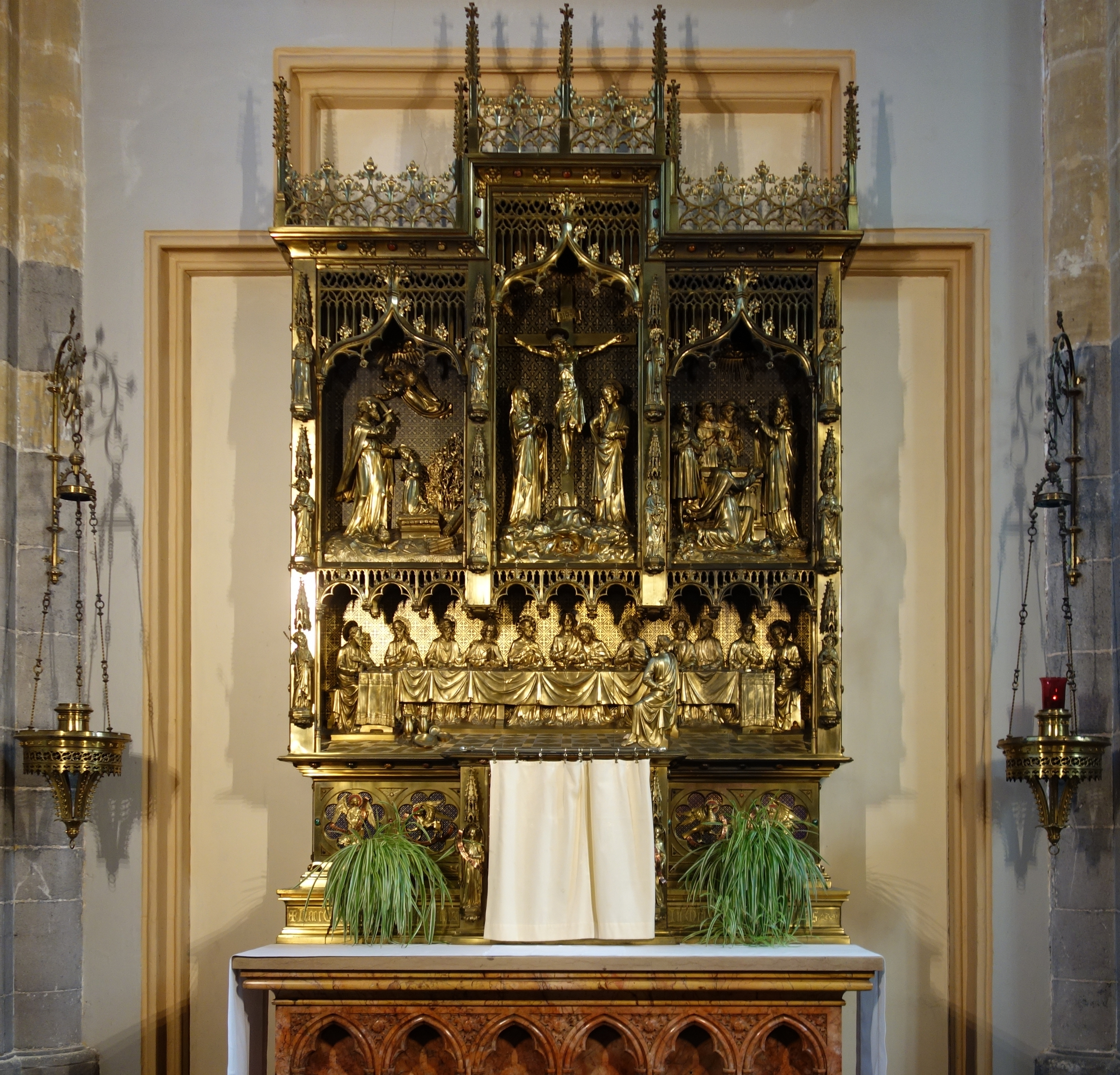
Seitenaltar mit Darstellungen des Abendmahls und der Kreuzigung Christi

Trotz der langen Bauzeit wirkt der Innenraum harmonisch und geschlossen. Dazu trägt besonders die vom Chor bis zum Turm gleich bleibende Gewölbehöhe bei. Reizvoll wirken der Kontrast von blauem Maasländer und gelblichem Lothringer Kalkstein, die Triforien sowie der skulpturale Schmuck.
Aus der Mitte des 16. Jahrhunderts stammen die bedeutendsten Buntglasfenster. Zur selben Zeit wurde ein Teil der Gewölbe ausgemalt; die übrigen im 19. Jahrhundert. Im letzten Drittel des 19. Jahrhunderts entstanden der Hochaltar und weitere Skulpturen.

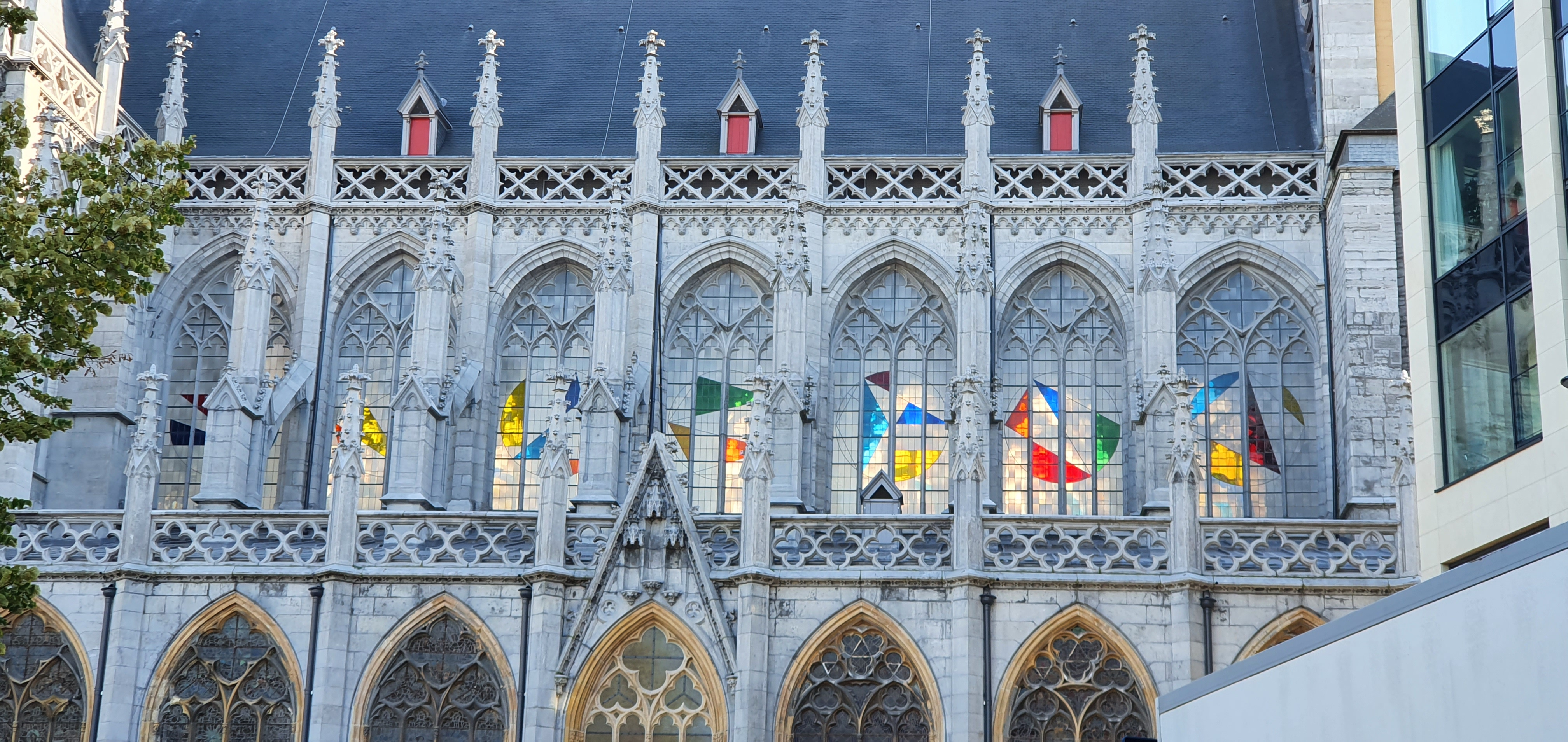
Fenster von Gottfried Honegger von außen gesehen

Gottfried Honegger entwarf achtzehn Oberfenster für Mittel- und Querschiff zum Thema Die sieben Tage der Schöpfung. Die Fenster wurden als Glasmosaik in Kupferfassung im Atelier von Gabriel Loire in Chartres gefertigt und 2013 und 2014 in der Kirche angebracht.
1992 wurde die Schatzkammer der Kathedrale mit den erhaltenen Schätzen der zerstörten Lambertuskathedrale eröffnet. Sie beherbergt auf drei Etagen mehrere herausragende Werke des Lütticher Kulturguts. Neben dem größten spätgotischen Büstenreliquiar Europas von St. Lambert (Höhe 159 cm, Breite 107 cm) werden der Reliquienschrein von Karl dem Kühnen und zahlreiche liturgische Geräte und Gewänder gezeigt.
Eine vollständige Außenrenovierung (Dächer und Fassaden) wurde zwischen Mai 2016 und Dezember 2021 durchgeführt.

### Orgel
Die Orgel auf der Westempore wurde 1870 von dem Orgelbauer Merklin-Schütze erbaut. Das Instrument hat 30 Register, darunter zwei Transmissionen in das Pedal, und fünf Register auf Wechselschleifen, auf drei Manualen und Pedal.
| I Hauptwerk C– |                |     |
| 1.             | Bourdon        | 16′ |
| 2.             | Montre         | 8′  |
| 3.             | Salicional     | 8′  |
| 4.             | Flûte          | 8′  |
| 5.             | Bourdon        | 8′  |
| 6.             | Prestant       | 4′  |
| 7.             | Flûte          | 4′  |
| 8.             | Fourniture III |     |
| 9.             | Cornet V       |     |
| 10.            | Trompette      | 8′  |
| 11.            | Clarinette     | 8′  |

| II Positif C– |                       |    |
| 12.           | Salicional (= Nr. 3)  | 8′ |
| 13.           | Flûte (= Nr. 4)       | 8′ |
| 14.           | Bourdon (= Nr. 5)     | 8′ |
| 15.           | Flûte (= Nr. 7)       | 4′ |
| 16.           | Quinte                | 3′ |
| 17.           | Doublette             | 2′ |
| 18.           | Clarinette (= Nr. 11) | 8′ |

| III Schwellwerk C–g3 |                 |    |
| 19.                  | Principal       | 8′ |
| 20.                  | Viola di Gamba  | 8′ |
| 21.                  | Bourdon         | 8′ |
| 22.                  | Flûte echo      | 4′ |
| 23.                  | Flageolet       | 2′ |
| 24.                  | Trompette Harm. | 8′ |
| 25.                  | Basson-Hautbois | 8′ |
| 26.                  | Vox Humaine     | 8′ |

| Pedal C– |                    |     |
| 27.      | Contrebasse        | 16′ |
| 28.      | Soubasse (= Nr. 1) | 16′ |
| 29.      | Octave (= Nr. 4)   | 8′  |
| 30.      | Trombone           | 16′ |

- Koppeln: II/I, III/I, III/II, I/P, II/P, II/P